# Kinue Kodama
Kinue Kodama, född 2 augusti 1972, är en japansk bågskytt. Hon deltog vid olympiska sommarspelen 1996.